# Александровский, Иван Николаевич
Иван Николаевич Александровский (1824—1886) — протоиерей русской православной церкви.

## Биография
Родился в Москве 25 августа (6 сентября) 1824 года. Детство провел в Голландии, где его отец был настоятелем придворной русской церкви (в Гааге) и духовником великой княгини (впоследствии королевы Нидерландской) Анны Павловны.
В 13 лет поступил в Московскую духовную семинарию, а завершил своё образование в Московской духовной академии, по окончании курса которой в 1848 году со степенью магистра богословия в течение шести лет, до 1854 года, был профессором Вифанской духовной семинарии, одновременно исполняя в ней должности помощника инспектора и секретаря правления. В 1854 году Александровский был рукоположен в священники при церкви Успения на Малой Дмитровке, откуда переведён в откуда переведен в церковь Николая на Пупышах, а затем Усекновения главы Иоанна Предтечи на Староконюшенной. С 1871 года до самой смерти он служил в сане протоиерея при церкви Бориса и Глеба у Арбатских ворот.
Начав с 1865 года преподавать Закон Божий в школе живописи и ваяния и в 3-й московской гимназии, Александровский преподавал затем последовательно в 4-й и 6-й гимназиях, пользуясь известностью одного из лучших московских законоучителей и любовью своих учеников.
Проповеди его отличались глубиной мысли, знанием человеческого сердца и красноречием.
Умер в Москве 2 (14) октября 1886 года.
Сын И. Н. Александровского, Михаил Иванович Александровский стал известным московским краеведом.